# Seppois-le-Bas
Seppois-le-Bas is een gemeente in het Franse departement Haut-Rhin (regio Grand Est). De plaats maakt deel uit van het arrondissement Altkirch. Seppois-le-Bas telde op 1 januari 2022 1.426 inwoners.

## Geschiedenis
De gemeente maakte deel uit van het kanton Hirsingue tot dit op 22 maart 2015 werd opgeheven en Seppois-le-Bas werd opgenomen in het kanton Masevaux, dat op 24 februari hernoemd werd naar het kanton Masevaux-Niederbruck.

## Geografie
De oppervlakte van Seppois-le-Bas bedroeg op 1 januari 2022 6,73 vierkante kilometer; de bevolkingsdichtheid was toen 211,9 inwoners per km².

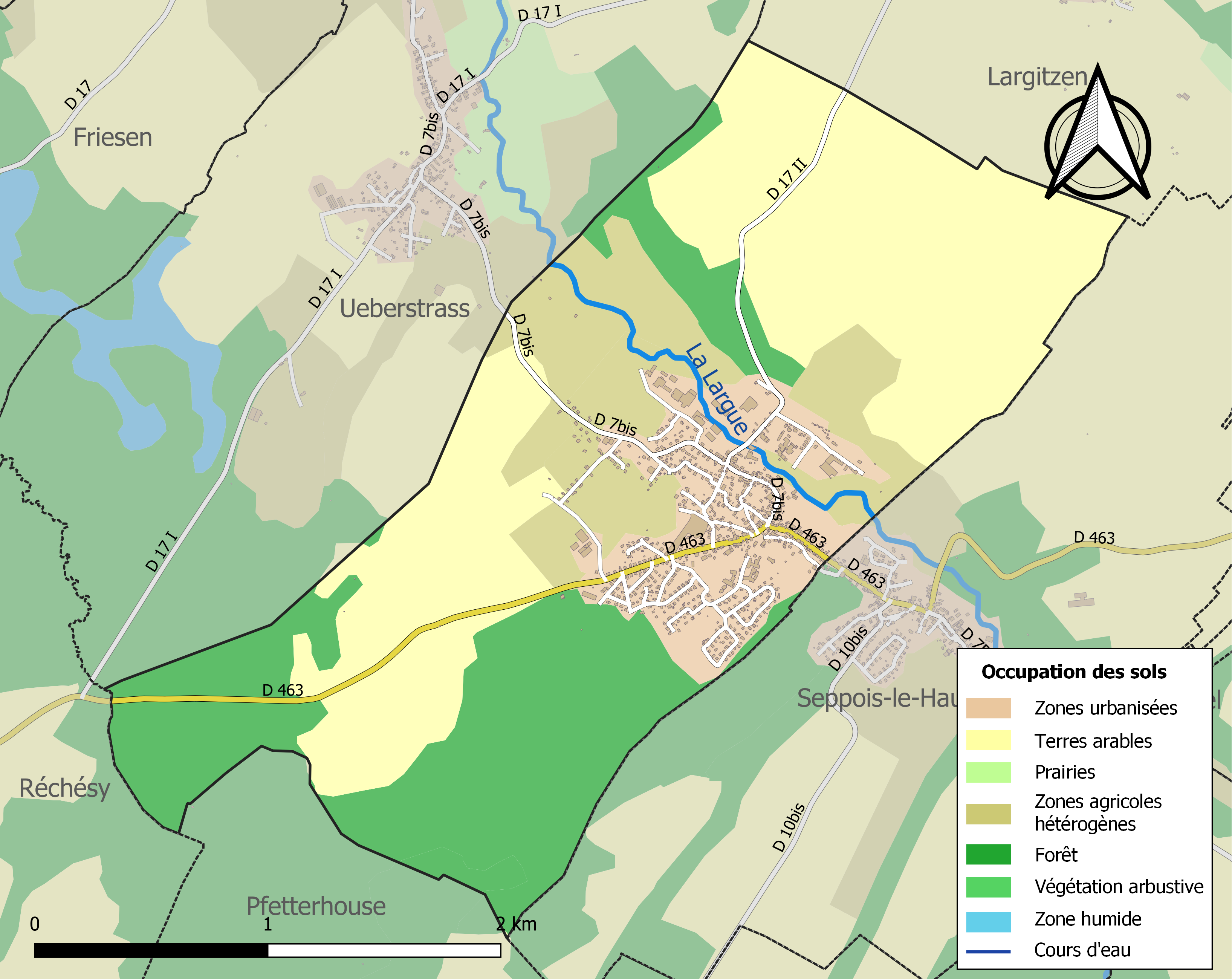
Kaart van de gemeente met de belangrijkste infrastructuur, bodemgebruik en omliggende gemeenten

## Demografie
Onderstaande figuur toont het verloop van het inwonertal (bron: INSEE-tellingen).